# Новий Путь (Вознесенський район)
Новий Путь (рос. Новый Путь) — селище в Вознесенському районі Нижньогородської області Російської Федерації.
Населення становить 15 осіб. Входить до складу муніципального утворення Полховсько-Майданська сільрада.

## Історія
Від 2004 року входить до складу муніципального утворення Полховсько-Майданська сільрада.

## Населення
| 1999 | 2002 | 2010 |
| ---- | ---- | ---- |
| 39   | ↘26  | ↘15  |